# Drei-Grazien-Kommode
Die Drei-Grazien-Kommode ist ein im Stil des Rokoko gestaltetes Möbelstück, das Friedrich II. zur Ausstattung des „Oberen Konzertzimmers“ im Potsdamer Neuen Palais in Auftrag gab.

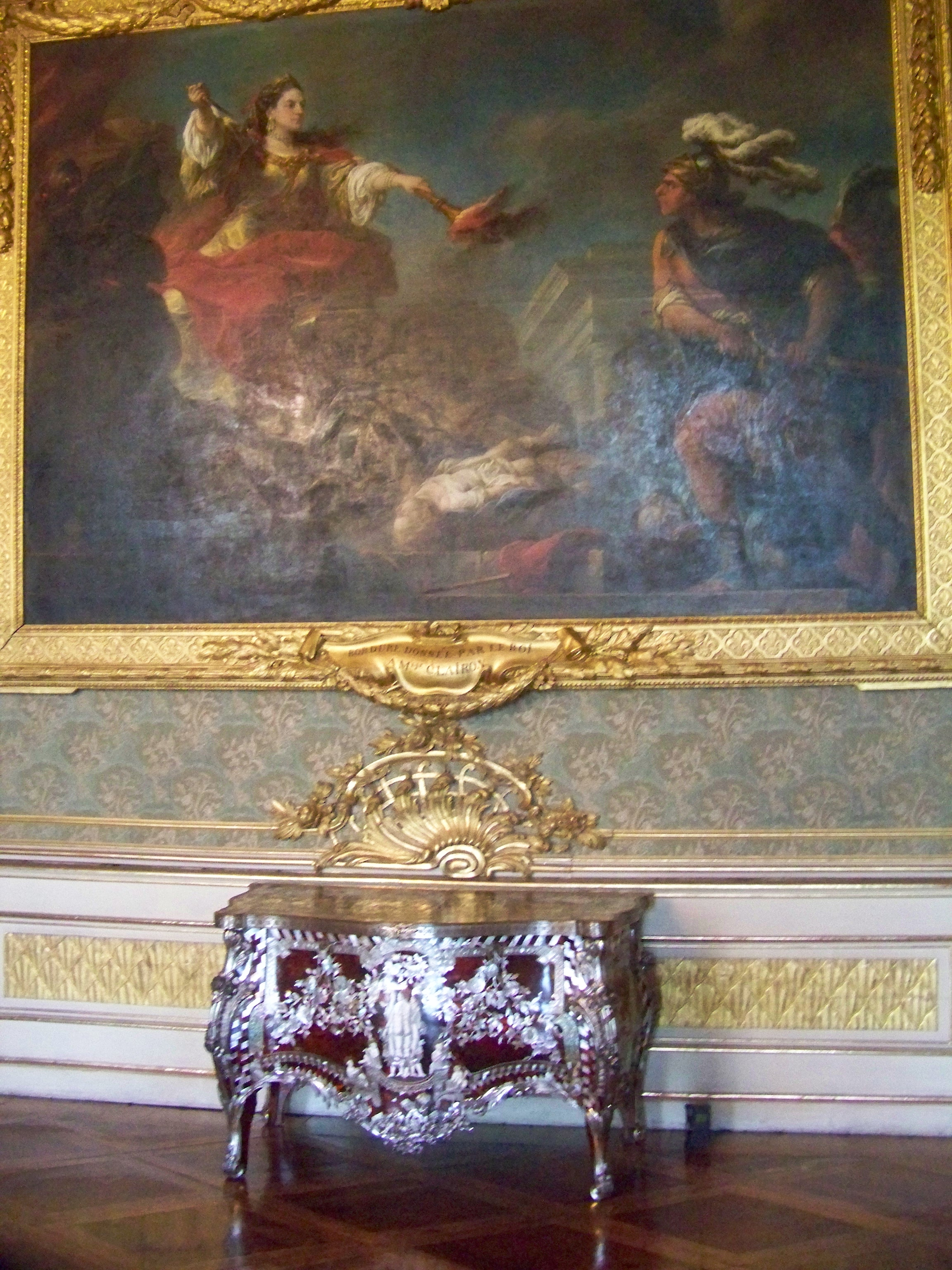
Die Drei-Grazien-Kommode

Der aus Eiche gearbeitete Korpus wurde 1769 von dem Kunsttischler Heinrich Wilhelm Spindler angefertigt und in der Werkstatt des Zieratenbildhauers Johann Melchior Kambly mit Schildpatt, Elfenbein, Perlmutt und versilberten Bronzebeschlägen reich dekoriert. Hinter der Klappe an der Vorderfront sind zwei Schubladen mit klassizistischer Ornamentik eingearbeitet. Die furnierte Deckplatte zeigt eine im Rokoko beliebte Schäferidylle mit einer arkadischen Landschaft, einem Monopteros und ruhenden Schäfern.
Den Namen erhielt die Kommode durch die Abbildung des mythologischen Motivs der „Drei Grazien“ an der Vorderfront, die namentlich Frohsinn, Glück und Glanz symbolisieren. Ikonografisch nimmt die Darstellung Bezug auf den Bau des Gästeschlosses, mit dem die Macht und Stärke Preußens nach dem erfolgreich ausgegangenen Siebenjährigen Krieg demonstriert werden sollte. Die Mittelkuppel ließ Friedrich II. mit einer Figurengruppe der „Drei Grazien“ bekrönen, die die preußische Königskrone tragen.
Die Kommode wurde 2006/2007 mit finanzieller Unterstützung der Cornelsen Kulturstiftung restauriert und am 24. Januar 2008, dem 296. Geburtstag Friedrichs II., in der „Grünen Damastkammer“ im Neuen Palais aufgestellt. Zur Feier des 300. Geburtstags soll die Drei-Grazien-Kommode 2012 wieder am ursprünglichen Standort im „Oberen Konzertzimmer“ platziert werden.